# Luis José de Orbegoso
Luis José de Orbegoso y Moncada Galindo (Hacienda Chuquisongo, 25 d'agost de 1795 - Trujillo, 5 de febrer de 1847) va ser un militar i polític peruà. Va participar a favor de la independència del seu país. President Constitucional del Perú de 1833 a 1836 (encara que a títol) i President de l'Estat Nord-Peruà (integrant de la Confederació de Perú i Bolívia), entre 1837 i 1838. La seva carrera política es va desenvolupar durant una etapa de profunda divisió social i una contínua guerra civil, en diversos moments el seu govern constitucional va coexistir amb els dels militars colpistes Pedro Pablo Bermúdez i Felipe Santiago Salaverry.

## Biografia
Luis José de Orbegoso va ser fill de Just de Orbegoso i Burutarán i de Francisca Montcada-Galindo i Morales, membres de la noblesa colonial assentats a la ciutat de Trujillo. Per via materna era descendent dels antics comtes d'Olmos.
Va néixer en la hisenda Chuquisongo, prop de Huamachuco, en l'actual departament de la Libertad. Va militar al principi com a oficial de les milícies colonials, per enrolar-se després al bàndol patriota, i va participar amb José de San Martín en la guerra de la independència. Va ser nomenat Prefecte del departament de la Libertad, durant la dictadura de Simón Bolívar. Durant el govern de José de la Mar va participar en la guerra contra la Gran Colòmbia.
Després del derrocament de La Mar es va retirar a la seva hisenda (1829). Però va retornar a la vida pública com a diputat per Huamachuco, en la Convenció Nacional convocada en 1833. En concloure el primer govern de Agustín Gamarra va ser elegit president provisional de la República en 1833, i guanyà a Pedro Pablo Bermúdez, el candidat preferit de Gamarra.
Sota el seu govern es va promulgar la Constitució liberal de 1834. El seu mandat es va veure torbat per la seva enemistat amb els gamarristas. Aquests, encapçalats per Bermúdez i La Mariscala (esposa de Gamarra) van donar un cop d'estat a principis de 1834, però van acabar per ser derrotats. Així mateix va haver de bregar amb el jove Felipe Santiago Salaverry qui es va proclamar Cap Suprem de la República en 1835, aprofitant que es trobava fora de la capital. No obstant això, Orbegoso no va perdre el control de la part sud del país i, comptant amb el suport del llavors president de Bolívia, Andrés de Santa Cruz, va recuperar el poder (encara que tan sols nominalment) i va tornar a Lima. Per paga del suport que va rebre de Santa Cruz, va accedir a formar amb aquest la Confederació de Perú i Bolívia. Santa Cruz va assumir el Suprem Protectorat de la Confederació i Orbegoso va mantenir únicament la presidència de l'Estat Nord-Peruà.
En produir-se la invasió de l'anomenada Expedició Restauradora peruà-xilena, Orbegoso va voler representar el sentiment peruanista i expulsar tant a bolivians com a xilens. No obstant això va ser derrotat pels restauradors en el combat de Portada de Guías (1838). Després d'un intent de reconciliació amb Santa Cruz, aquest el va comminar a abandonar el país.
Orbegoso va sortir cap a l'exili rumb a l'Equador. Va tornar posteriorment, encara que ja allunyat de la vida política activa. Va morir en Trujillo en 1847.